# Hadriacus Mons
L'Hadriacus Mons è una struttura geologica della superficie di Marte.